# Casimir Albrecht Willem Jeekel

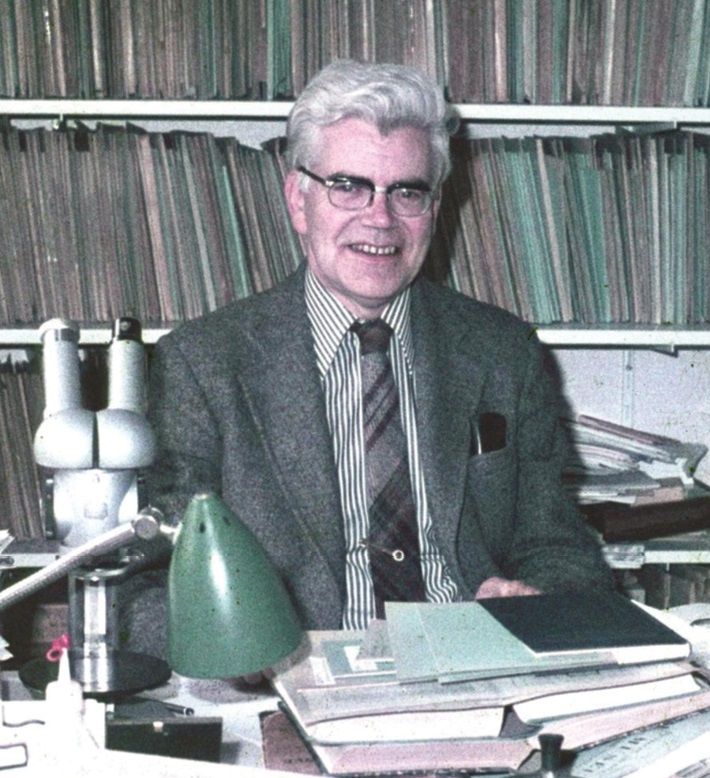

Casimir Albrecht Willem (Cas) Jeekel (Medan, 24 februari 1922 – Breda, 13 maart 2010) was een Nederlandse zoöloog en entomoloog. Hij was bekend voor zijn grote bijdrage aan de taxonomie van Miljoenpoten.

## Loopbaan
Zijn 1971 monografie Nomenclator Generum et Familiarum Diplopodorum is bijgeschreven als de lancering van de 'moderne tijd' van duizendpoot taxonomie, en werd beschouwd als de "meest belangrijke werk ooit op de Diplopoda gepubliceerd". Hij diende als directeur van het Zoölogisch Museum Amsterdam en auteur van meer dan 150 werken van de taxonomie van miljoenpoten en andere duizendpotigen.

## Privé
In 1998 transcribeerde en publiceerde hij een deel van de brieven in vier delen van zijn oudoom de Nederlands-Australische kunstschilder Jan Hendrik Scheltema (1861-1941) "Met marterhaarpenseel en tempermes: het leven van de Nederlands-Australische kunstschilder Jan Henderik Scheltema (1861-1941)".